# ناقل گلوکوز

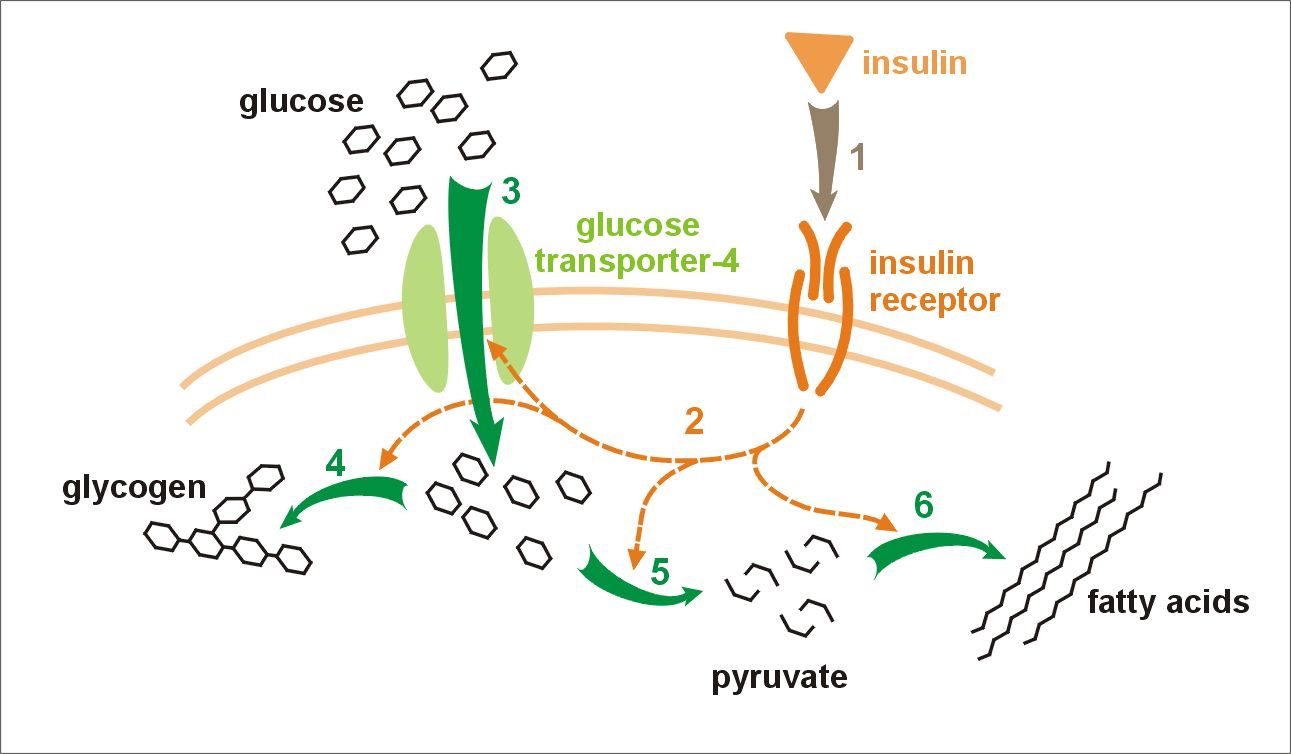
روش کار ناقل گلوکوز شمارهٔ ۴

ناقل‌های گلوکوز چندین پروتئین درون غشای سلول هستند که انتقال گلوکز را توسط فرایند انتشار تسهیل‌شده انجام می‌دهند. یک ناقل گلوکوز به GLUT کوته نویسی می‌شود.
از آنجایی که گلوکز یک منبع حیاتی انرژی است، این ناقلان در همه موجودات عالم وجود دارند. خانواده GLUT یا SLC2A یک خانواده پروتئینی است که در اکثر سلول‌های پستانداران یافت می‌شود. 14 GLUT توسط ژنوم انسان کدگذاری می‌شود. GLUT نوعی پروتئین ناقل تک‌بر است.

## پستانداران
ناقل‌های گلوکوز، پروتئین‌های غشایی یکپارچه هستند که حاوی ۱۲ مارپیچ در سراسر عرض غشا هستند که هر دو انتهای کربوکسیل و پایانه-N در سمت سیتوپلاسمی غشای سلولی قرار دارند. پروتئین‌های GLUT گلوکز و هگزوزهای مرتبط را طبق مدلی از ترکیب متناوب حمل می‌کنند، که پیش‌بینی می‌کند که ناقل یک محل اتصال بستر واحد را به سمت بیرون یا داخل سلول در معرض دید قرار می‌دهد. اتصال گلوکز به یک محل باعث ایجاد تغییر ساختاری مرتبط با انتقال می‌شود و گلوکز را به سمت دیگر غشاء آزاد می‌کند.

### انواع
هر گروه همشکل ناقل گلوکز نقش خاصی را در سوخت و ساز گلوکز ایفا می‌کند که با الگوی بیان بافت، ویژگی بستر، جنبش‌شناسی انتقال و بیان تنظیم شده در شرایط مختلف اندام تعیین می‌شود. تا به امروز، ۱۴ عضو GLUT/SLC2 به ترتیب زیرشناسایی شده‌اند:
1. GLUT1
2. GLUT2
3. GLUT3
4. GLUT4
5. GLUT5
6. GLUT6
7. GLUT7
8. GLUT8
9. GLUT9
10. GLUT10
11. GLUT11
12. GLUT12
13. GLUT13
14. GLUT14

به نظر می‌رسد که محل‌های اتصال درونی و بیرونی گلوکز در بخش‌های ۹، ۱۰، ۱۱ غشایی قرار دارند؛ همچنین، موتیف DLS واقع در بخش گذرنده هفتم می‌تواند در انتخاب و میل ترکیبی بستر انتقال‌یافته دخیل باشد.